# 25074 Honami
25074 Honami (tên chỉ định: 1998 QF96) là một tiểu hành tinh vành đai chính. Nó được phát hiện bởi dự án Nghiên cứu tiểu hành tinh gần Trái Đất Lincoln ở Socorro, New Mexico ngày 19 tháng 8 năm 1998. Nó được đặt theo tên Sakaguchi Honami.